# 第一代威爾特郡伯爵托馬斯·博林
托马斯·博林KG（1477年—1539年3月12日）是第一任威尔特郡伯爵，英国都铎王朝时代的外交家和政治家。英国国王亨利八世的第二任王后安妮·博林的父亲，因此是英国第二任女王伊丽莎白一世的外公。
1499年以前的某个时候，托马斯·博林与英国金雀花时代最有权势的贵族家族结亲，娶的是第二任诺福克公爵托马斯·霍华德和伊丽莎白·特里的长女伊丽莎白·霍华德为妻。已知他们生育了五个小孩，其中只有三个活过了少年时代，即玛丽·博林、安妮·博林和乔治·博林。